# Syðradalur
Syðradalur [ˈsiːɹaˌdɛalʊɹ] és una petita localitat de l'illa de Kalsoy, a les illes Fèroe. Tenia una població de 5 habitants el 2021 i administrativament pertany al municipi de Klaksvík. No l'hem de confondre amb un altre Syðradalur situat a l'illa de Streymoy (la paraula Syðradalur significa "vall del sud").
Està situat al sud de l'illa de Kalsoy, a la seva costa est. Enfront hi té les aigües del Kalsoyarfjørður, l'estret que separa dels illes de Kalsoy i Kunoy. Les cases les van construir al capdavall d'una vall modelada per riu Mataráin, que neix a poc més d'un km muntanya amunt. El Hvannagjógv (744 m) i el Gríslatindur (700 m) són les dues muntanyes que separen Syðradalur de la costa oest de l'illa. La carretera 723 de 15 km de recorregut, és l'unica que hi ha a l'illa; circula a través de la costa est i connecta el nucli de Syðradalur amb la resta de localitats de l'illa mitjançant 5 túnels.
Syðradalur va ser fundat el 1812 per antics habitants de Blankaskáli, a la part oest de l'illa. Es van mudar del seu antic poble perquè una esllavissada el va arrasar. Es creu que Syðradalur ja havia estat habitada al segle xvii, tot i que es desconeixen les causes del seu abandonament posterior. El 1889 s'hi va construir una escola. Fins a l'1 de gener de 2017 va pertànyer al municipi de Húsar, data en què aquest es va agregar al de Klaksvík.
El ferri de la línia 56 connecta Syðradalur amb Klaksvík varis cops al dia.